# Junkers Ju 268
O Junkers Ju 268 foi um projecto da Junkers no qual foi planeado o uso de um Heinkel He 162 que transportaria uma bomba voadora não tripulada. Esta bomba voadora seria alimentada por dois motores BMW 003. Este projecto também era conhecido como Mistel 5. O projecto nunca saiu do papel.